# اندیس آنومالی شرق اوچ دره
آنومالی شرق اوچ دره یک اندیس فلزی است که در حوالی شهر صائین قلعه استان آذربایجان غربی قرار دارد و مادهٔ معدنی موجود در آن، طلا است.  در این اندیس، پاراژنز‌های سینابر، شئلیت، مولیبدنیت، مالاکیت، کالکوپیریت یافت می‌شوند.